# Catherine Quicquat
Catherine Quicquat (? - Vevey, 1448) fue una mujer condenada a la hoguera por brujería en la región de Vevey en marzo de 1448. Su juicio formó parte de la primera caza de brujas organizada en el País de Vaud.

## Biografía
El proceso de Quicquat tuvo lugar en Vevey en marzo de 1448, y fue uno de los tres primeros casos juzgados en el País de Vaud, entonces bajo administración de Saboya. Estos juicios presentan las primeras aplicaciones prácticas del concepto de aquelarre, tal como fue desarrollado en las primeras décadas del siglo XV.  Los inquisidores obligan a los acusados a dar cuenta detallada de sus supuestas actividades nocturnas. En la primera mitad del XV, clérigos y magistrados comenzaron a creer y a hacer creer que la gente acudía de noche a lugares aislados para asistir a reuniones secretas presididas por el diablo.
El proceso de Quicquat es ejemplar porque el inquisidor Pierre d'Aulnay, al tratarse de una mujer, la interrogó larga e insistentemente sobre sus prácticas sexuales con el diablo. Como resultado, Quicquat, fue presentada como rodeada de animales y relegada a las filas de la zoofilia. Sin embargo, la práctica de Pierre d'Aulnay fue diferente cuando interrogaba a hombres en el mismo tipo de procedimientos. Esto puede explicarse por el hecho de que los instructores del proceso disponían de un ejemplar de Errores gazariorum, un tratado que teorizaba por primera vez sobre el aquelarre de las brujas.

#### Contexto histórico
El Papa Juan XXII publicó por primera vez una bula en 1317 ampliando los derechos de los inquisidores, tras casos de envenenamiento en los que los protagonistas intentaron utilizar prácticas mágicas.
En 1320, Juan XXII consultó a especialistas para determinar la naturaleza potencialmente maligna de la magia aprendida practicada por los magos de la corte, en los casos en que el practicante invocaba demonios para ponerlos a su servicio. Fue en el marco de esta reflexión llevada a cabo al frente de la Iglesia que, poco a poco, la brujería se vio asimilada a una herejía y la Inquisición encargada de su represión.
En agosto de 1326, la bula papal Super illius specula, que prácticamente asimilaba la brujería a la herejía permitía acusar y procesar por un tribunal eclesiástico en el contexto de un proceso a las personas que recurrieran a estas prácticas.

#### Interrogatorios y confesiones
Quicquat fue supuestamente sobornada por Blandis Loquuis (también llamada Sybille Gonra) y Perronet Mercier que la invitaron a compartir una comida.
En su confesión, cuando fue interrogada por el inquisidor Pierre d'Aulnay en Vevey el 17 de marzo de 1448 tras haber sido torturada el día anterior, Catalina declaró que había sido conducida por Jeannette Avonsaz, Pierre Flour y Sibylle Blandis Loquiis al el prado de Gilamont propiedad de Jean Got.
Allí supuestamente se negó a rendir homenaje al maestro de la sinagoga, un zorro llamado Rabiel. Catherine Quicquat sitúa la celebración de estas asambleas hacia 1437.
Afirma también que estaban presentes Jean Got y Jean Boverat de Vevey, ambos notarios. Jean Boverat también fue procesado por brujería en varias ocasiones. Fue acusado por primera vez en 1441 a raíz de las acusaciones de Aymonet Sauter, pero envió una petición al Papa y parece que pudo escapar a la condena, ya que encontramos huellas de sus actividades notariales entre 1446 y 1447. Sin embargo, en 1448, fue acusado de nuevo por Jacques Duriet de Blonay de participar en comidas caníbales; las confesiones de Quicquat reforzaron las sospechas iniciales.
Quicquat fue condenada a la hoguera en 1448.